# Palais Emich
Le Palais Emich (en hongrois : Emich-palota) est un édifice situé dans le 8e arrondissement de Budapest.